# Luciano Boggio
Luciano Boggio Albín (Montevideo, Uruguay, 10 de marzo de 1999) es un futbolista profesional uruguayo que se desempeña como mediocampista  en el Club Nacional de Football de la Primera División de Uruguay.

## Trayectoria

### Inferiores y debut
Boggio realizó las inferiores en Defensor Sporting, de la Primera División de Uruguay. Su debut con el Tuerto se produjo el 25 de mayo de 2019 en la caída como local de su equipo ante Fénix por 4-2. Disputó 43 partidos y anotó 2 goles con la camiseta viola.

### Cesión a River Plate
En marzo de 2021 Defensor Sporting descendió a la Segunda División y Boggio fue cedido a River Plate donde su carrera se impulsaría. Con el conjunto Darsenero disputó 30 partidos y anotó 6 goles.

### Vuelta a Defensor Sporting
Con el ascenso de Defensor Sporting a Primera División se produjo su vuelta al Tuerto, donde disputó 18 partidos y anotó 1 gol.

### Traspaso a Lanús
En junio de 2022, la dirigencia de Lanús de Argentina comenzó las gestiones para adquirir un porcentaje de su pase. Luego de un mes de negociaciones, el conjunto Granate se hizo con el 40% del pase del jugador, con la opción de comprar otro 40% a futuro. Boggio firmó contrato hasta diciembre de 2025.

## Estadísticas

### Clubes
Actualizado hasta su último partido disputado el 2 de agosto de 2025.
| Club                           | Div.          | Temporada     | Liga  | Liga  | Liga   | Copas nacionales | Copas nacionales | Copas nacionales | Torneos internacionales | Torneos internacionales | Torneos internacionales | Total | Total | Total  |
| Club                           | Div.          | Temporada     | Part. | Goles | Asist. | Part.            | Goles            | Asist.           | Part.                   | Goles                   | Asist.                  | Part. | Goles | Asist. |
| ------------------------------ | ------------- | ------------- | ----- | ----- | ------ | ---------------- | ---------------- | ---------------- | ----------------------- | ----------------------- | ----------------------- | ----- | ----- | ------ |
| Defensor Sporting C. · Uruguay | 1.ª           | 2019          | 24    | 2     | 4      | —                | —                | —                | —                       | —                       | —                       | 24    | 2     | 4      |
| Defensor Sporting C. · Uruguay | 1.ª           | 2020          | 20    | 0     | 0      | —                | —                | —                | —                       | —                       | —                       | 20    | 0     | 0      |
| Defensor Sporting C. · Uruguay | 1.ª           | 2022          | 18    | 1     | 1      | —                | —                | —                | —                       | —                       | —                       | 18    | 1     | 1      |
| Defensor Sporting C. · Uruguay | Total club    | Total club    | 62    | 3     | 5      | 0                | 0                | 0                | 0                       | 0                       | 0                       | 62    | 3     | 5      |
| C. A. River Plate · Uruguay    | 1.ª           | 2021          | 30    | 5     | 3      | —                | —                | —                | —                       | —                       | —                       | 30    | 5     | 3      |
| C. A. River Plate · Uruguay    | Total club    | Total club    | 30    | 5     | 3      | 0                | 0                | 0                | 0                       | 0                       | 0                       | 30    | 5     | 3      |
| C. A. Lanús Argentina          | 1.ª           | 2022          | 16    | 0     | 3      | 1                | 0                | 0                | —                       | —                       | —                       | 17    | 0     | 3      |
| C. A. Lanús Argentina          | 1.ª           | 2023          | 24    | 0     | 3      | 12               | 1                | 1                | —                       | —                       | —                       | 36    | 1     | 4      |
| C. A. Lanús Argentina          | 1.ª           | 2024          | 14    | 0     | 0      | 15               | 1                | 1                | 6                       | 0                       | 0                       | 35    | 1     | 1      |
| C. A. Lanús Argentina          | 1.ª           | 2025          | 1     | 0     | 0      | —                | —                | —                | —                       | —                       | —                       | 1     | 0     | 0      |
| C. A. Lanús Argentina          | Total club    | Total club    | 55    | 0     | 6      | 28               | 2                | 2                | 6                       | 0                       | 0                       | 89    | 2     | 8      |
| C. Nacional de F. · Uruguay    | 1.ª           | 2025          | 23    | 2     | 6      | —                | —                | —                | 6                       | 1                       | 0                       | 29    | 3     | 6      |
| C. Nacional de F. · Uruguay    | Total club    | Total club    | 23    | 2     | 6      | 0                | 0                | 0                | 6                       | 1                       | 0                       | 29    | 3     | 6      |
| Total carrera                  | Total carrera | Total carrera | 170   | 10    | 20     | 28               | 2                | 2                | 12                      | 1                       | 0                       | 210   | 13    | 22     |
| 1. 2.                          |               |               |       |       |        |                  |                  |                  |                         |                         |                         |       |       |        |